# Dreiband Grand Prix 1988/1
Der Dreiband Grand Prix 1988/1 war das 9. Turnier in dieser Disziplin des Karambolagebillards und fand vom 7. bis zum 10. Januar 1988 in Aalborg statt.
Das BWA-Turnier wurde als "GRAND-PRIX VON DÄNEMARK" ausgetragen.

## Geschichte
In einem belgischen Finale siegte Raymond Ceulemans gegen Ludo Dielis nach einem 0:2 Satzrückstand noch mit 3:2. Im Spiel um Platz drei gewann Rini van Bracht gegen Dieter Müller mit 3:1.

## Turniermodus
Das ganze Turnier wurde auf drei Gewinnsätze bis 15 Punkte gespielt.
Bei MP-Gleichstand wird in folgender Reihenfolge gewertet:
1. MP = Matchpunkte
2. SP = Satzpunkte
3. GD = Generaldurchschnitt
4. HS = Höchstserie

### Gruppenphase
| Abschlusstabelle Gruppe A | Abschlusstabelle Gruppe A | Abschlusstabelle Gruppe A | Abschlusstabelle Gruppe A | Abschlusstabelle Gruppe A | Abschlusstabelle Gruppe A | Abschlusstabelle Gruppe A | Abschlusstabelle Gruppe A |
| Platz                     | Name                      | MP                        | SP                        | Pkte.                     | Aufn.                     | GD                        |                           |
| ------------------------- | ------------------------- | ------------------------- | ------------------------- | ------------------------- | ------------------------- | ------------------------- | ------------------------- |
| 1                         | Raymond Ceulemans         | 4:2                       | 8:3                       | 156                       | 90                        | 1,733                     |                           |
| 2                         | Kurt Thøgersen            | 4:2                       | 6:4                       | 124                       | 126                       | 0,912                     |                           |
| 3                         | John Korte                | 4:2                       | 6:6                       | 142                       | 144                       | 0,986                     |                           |
| 4                         | Lars Hansen               | 0:6                       | 2:9                       | 105                       | 136                       | 0,772                     |                           |

| Abschlusstabelle Gruppe B | Abschlusstabelle Gruppe B | Abschlusstabelle Gruppe B | Abschlusstabelle Gruppe B | Abschlusstabelle Gruppe B | Abschlusstabelle Gruppe B | Abschlusstabelle Gruppe B | Abschlusstabelle Gruppe B |
| Platz                     | Name                      | MP                        | SP                        | Pkte.                     | Aufn.                     | GD                        |                           |
| ------------------------- | ------------------------- | ------------------------- | ------------------------- | ------------------------- | ------------------------- | ------------------------- | ------------------------- |
| 1                         | Torbjörn Blomdahl         | 6:0                       | 9:0                       | 135                       | 86                        | 1,570                     |                           |
| 2                         | Dieter Müller             | 2:4                       | 5:7                       | 143                       | 148                       | 0,966                     |                           |
| 3                         | Karsten Lieberkind        | 2:4                       | 4:6                       | 106                       | 102                       | 1,039                     |                           |
| 4                         | Hans Laursen              | 2:4                       | 3:8                       | 118                       | 137                       | 0,861                     |                           |

| Abschlusstabelle Gruppe C | Abschlusstabelle Gruppe C | Abschlusstabelle Gruppe C | Abschlusstabelle Gruppe C | Abschlusstabelle Gruppe C | Abschlusstabelle Gruppe C | Abschlusstabelle Gruppe C | Abschlusstabelle Gruppe C |
| Platz                     | Name                      | MP                        | SP                        | Pkte.                     | Aufn.                     | GD                        |                           |
| ------------------------- | ------------------------- | ------------------------- | ------------------------- | ------------------------- | ------------------------- | ------------------------- | ------------------------- |
| 1                         | Ludo Dielis               | 4:2                       | 8:5                       | 173                       | 138                       | 1,254                     |                           |
| 2                         | Christian Zöllner         | 4:2                       | 6:4                       | 117                       | 140                       | 836                       |                           |
| 3                         | Peter Thøgersen           | 2:4                       | 6:8                       | 172                       | 173                       | 0,994                     |                           |
| 4                         | Franz Stenzel             | 2:4                       | 5:8                       | 140                       | 160                       | 0,875                     |                           |

| Abschlusstabelle Gruppe D | Abschlusstabelle Gruppe D | Abschlusstabelle Gruppe D | Abschlusstabelle Gruppe D | Abschlusstabelle Gruppe D | Abschlusstabelle Gruppe D | Abschlusstabelle Gruppe D | Abschlusstabelle Gruppe D |
| Platz                     | Name                      | MP                        | SP                        | Pkte.                     | Aufn.                     | GD                        |                           |
| ------------------------- | ------------------------- | ------------------------- | ------------------------- | ------------------------- | ------------------------- | ------------------------- | ------------------------- |
| 1                         | Raymond Steylaerts        | 4:2                       | 8:5                       | 173                       | 167                       | 1,036                     |                           |
| 2                         | Rini van Bracht           | 4:2                       | 7:5                       | 149                       | 128                       | 1,164                     |                           |
| 3                         | Tonny Carlsen             | 2:4                       | 5:6                       | 136                       | 124                       | 1,097                     |                           |
| 4                         | Johann Scherz             | 2:4                       | 3:7                       | 126                       | 119                       | 1,059                     |                           |

### KO-Phase
Im Folgenden ist der Turnierbaum der Finalrunde aufgelistet. Legende: 1. Satz/2. Satz/3. Satz/4. Satz/5. Satz

|  | Viertelfinale 3 GS bis 15 | Viertelfinale 3 GS bis 15 |                   |                 | Halbfinale 3 GS bis 15 | Halbfinale 3 GS bis 15 |  |  | Finale 3 GS bis 15 | Finale 3 GS bis 15 |
|  |                           |                           |                   |                 |                        |                        |  |  |                    |                    |
|  |                           |                           |                   |                 |                        |                        |  |  |                    |                    |
|  | Raymond Ceulemans         | 15/15/15                  |                   |                 |                        |                        |  |  |                    |                    |
|  | Raymond Ceulemans         | 15/15/15                  |                   |                 |                        |                        |  |  |                    |                    |
|  | Christian Zöllner         | 2/8/7                     |                   |                 |                        |                        |  |  |                    |                    |
|  | Christian Zöllner         | 2/8/7                     | Raymond Ceulemans | 15/11/12/15/15  |                        |                        |  |  |                    |                    |
|  |                           |                           | Raymond Ceulemans | 15/11/12/15/15  |                        |                        |  |  |                    |                    |
|  |                           | Dieter Müller             | 13/15/15/9/4      |                 |                        |                        |  |  |                    |                    |
|  | Raymond Steylaerts        | Dieter Müller             | 13/15/15/9/4      | 15/15/3/7/10    |                        |                        |  |  |                    |                    |
|  | Raymond Steylaerts        |                           |                   | 15/15/3/7/10    |                        |                        |  |  |                    |                    |
|  | Dieter Müller             | 9/6/15/15/15              |                   |                 |                        |                        |  |  |                    |                    |
|  |                           |                           | Raymond Ceulemans | 4/10/15/15/15   |                        |                        |  |  |                    |                    |
|  |                           |                           |                   | Ludo Dielis     | 15/15/12/13/11         |                        |  |  |                    |                    |
|  | Ludo Dielis               | 15/15/15                  |                   |                 |                        |                        |  |  |                    |                    |
|  | Kurt Thøgersen            | 4/5/8                     |                   |                 |                        |                        |  |  |                    |                    |
|  | Kurt Thøgersen            | 4/5/8                     | Ludo Dielis       | 15/15/15        |                        |                        |  |  |                    |                    |
|  |                           |                           | Ludo Dielis       | 15/15/15        | Spiel um Platz 3       |                        |  |  |                    |                    |
|  |                           | Rini van Bracht           | 12/5/5            |                 |                        |                        |  |  |                    |                    |
|  | Torbjörn Blomdahl         | Rini van Bracht           | 12/5/5            | 10/13/15/7      | Dieter Müller          | 9/9/15/13              |  |  |                    |                    |
|  | Torbjörn Blomdahl         |                           |                   | 10/13/15/7      | Dieter Müller          | 9/9/15/13              |  |  |                    |                    |
|  | Rini van Bracht           | 15/15/3/15                |                   | Rini van Bracht | 15/15/14/15            |                        |  |  |                    |                    |
|  | Rini van Bracht           | 15/15/3/15                |                   |                 | 15/15/14/15            |                        |  |  |                    |                    |
|  |                           |                           |                   |                 |                        |                        |  |  |                    |                    |

## Abschlusstabelle
| MP    | Match Points (Sieger = 2; Unentschieden = 1; Verlierer = 0) |
| Pkte. | Erzielte Karambolagen                                       |
| Aufn. | Benötigte Versuche                                          |
| GD    | Generaldurchschnitt                                         |
| BED   | Bester Einzeldurchschnitt eines Spielers                    |
| HS    | Höchstserie                                                 |
|       | Bester GD des Turniers                                      |
|       | Bester ED des Turniers                                      |
|       | Beste HS des Turniers                                       |
|       | 1. Platz (Gold)                                             |
|       | 2. Platz (Silber)                                           |
|       | 3. Platz (Bronze)                                           |

| Phase           | Platz | Name               | MP   | SP    | Pkte | Aufn. | GD    | WRP |
| --------------- | ----- | ------------------ | ---- | ----- | ---- | ----- | ----- | --- |
| Finale          | 1     | Raymond Ceulemans  | 10:2 | 18:7  | 328  | 212   | 1,547 | 12  |
| Finale          | 2     | Ludo Dielis        | 8:4  | 16:8  | 329  | 217   | 1,516 | 8   |
| Halb- finale    | 3     | Rini van Bracht    | 8:4  | 13:10 | 278  | 247   | 1,126 | 6   |
| Halb- finale    | 4     | Dieter Müller      | 4:8  | 11:15 | 305  | 333   | 0,916 | 5   |
| Viertel- finale | 5     | Torbjörn Blomdahl  | 6:2  | 10:3  | 180  | 135   | 1,333 | 4   |
| Viertel- finale | 6     | Raymond Steylaerts | 4:4  | 10:8  | 223  | 243   | 0,918 | 3   |
| Viertel- finale | 7     | Kurt Thøgersen     | 4:4  | 6:7   | 141  | 158   | 0,892 | 2   |
| Viertel- finale | 8     | Christian Zöllner  | 4:4  | 6:7   | 134  | 166   | 0,807 | 1   |
| Achtel- finale  | 9     | John Korte         | 4:2  | 6:6   | 142  | 144   | 0,986 | -   |
| Achtel- finale  | 10    | Tonny Carlsen      | 2:4  | 5:6   | 136  | 124   | 1,097 | -   |
| Achtel- finale  | 11    | Peter Thøgersen    | 2:4  | 6:8   | 172  | 173   | 0,994 | -   |
| Achtel- finale  | 12    | Karsten Lieberkind | 2:4  | 4:6   | 106  | 102   | 1,039 | -   |
| Achtel- finale  | 13    | Franz Stenzel      | 2:4  | 5:8   | 140  | 160   | 0,875 | -   |
| Achtel- finale  | 14    | Johann Scherz      | 2:4  | 3:7   | 126  | 119   | 1,059 | -   |
| Achtel- finale  | 15    | Hans Laursen       | 2:4  | 3:8   | 118  | 137   | 0,861 | -   |
| Achtel- finale  | 16    | Lars Hansen        | 0:6  | 2:9   | 105  | 136   | 0,772 | -   |